# Nickelback
Nickelback je kanadska hard rock in post-grunge glasbena skupina, ki so jo leta 1995 v Hanni, Alberta ustanovili Chad Kroeger, Mike Kroeger, Ryan Peake in takratni bobnar Brandon Kroeger. Skupina je na začetku 21. stoletja skupaj s skupinami 3 Doors Down, Staind ter Creed poskrbela za novo glasbeno zvrst, nekakšno mehkejšo različico Grungea, imenovano post-grunge. Danes skupina deluje v Vancouvru.
Ime si je izmislil Mike Kroeger, ki je v času, ko je še delal v Starbucksu večkrat rekel stranki, ki ji je vračal denar: »Here's your nickel back« (»Vračam vam nickel«, ki je običajni izraz za pet centov kanadskega dolarja).

## Zgodovina
Skupina je leta 1996 izdala EP s sedmimi skladbami z naslovom Hesher. Istega leta so izdali še svoj prvi studijski album z naslovom Curb. Prvi singel, ki ga je sproducirala skupina je bila pesem Fly, vključili pa so jo tako v EP Hesher kot v Curb.
Drugi album The State so posneli leta 1998 in ga kot samostojno ploščo še isto leto tudi izdali. Medtem so podpisali pogodbo z založniškima hišama EMI ter Roadrunner Records in album leta 2000 ponatisnili. Z albuma sta se na top 10 lestvice uvrstili dve skladbi, album pa je v Kanadi in v ZDA dosegel zlato naklado.
Tretji album Silver Side Up je vseboval skladbo How You Remind Me, ki je dosegla velik uspeh pri poslušalcih in se za 13 tednov uvrstila na prvo mesto nekaterih najbolj priznanih glasbenih lestvic po svetu. Druga skladba s tega albuma, z naslovom Too Bad se je vpisala v Guinnessovo knjigo rekordov, saj se je več kot 20 tednov obdržala na prvem mestu glasbenih lestvic. Pesem z naslovom Never Again je bila tretja skladba z albuma, ki je dosegla prvo mesto. Silver Side Up je dosegla šestkratno platinasto naklado v ZDA, osemkratno v kanadi, trikratno v Združenem kraljestvu, dvakratno v Avstraliji ter enkratno v več evropskih državah. How You Remind Me je postala pesem leta na Billboard Hot 100 v letu 2002.
Album The Long Road je bil izdan leta 2003 in ni dosegel enakega prodajnega uspeha kot Silver Side Up. Kljub temu se je pesem Figured You Out za 13 tednov uvrstila na prvo mesto glasbenih lestvic. Someday se je v več državah uvrstila med prvih deset pesmi glasbenih lestvic, album pa je dosegel štirikratno platinasto naklado v Kanadi, trikratno v ZDA ter Avstraliji, enkratno platinasto naklado pa še v Nemčiji in Novi Zelandiji.
Peti studijski album, All the Right Reasons, je bil prodan v več kot 6,7 milijonih izvodih v ZDA ter več kot 9,5 milijonih po vsem svetu. Tako je postal šele 16. studijski album v 21. stoletju, ki je dosegel to število. Kar šest skladb z albuma se je uvrstilo na top 30 glasbenih lestvic, dva pa sta se uvrstila na top 10. Album se je tako uvrstil na top 10 lestvico glasbenih albumov tistega leta. V ZDA je dosegel sedemkratno platinasto naklado, v Kanadi šestkratno, v Avstraliji in Novi Zelandiji štirikratno, trikratno v Švici ter enkratno v Nemčiji ter Veliki Britaniji.
Šesti studijski album, imenovan Dark Horse, je bil izdan sredi novembra 2008 in je na začetku decembra že dosegel platinasto naklado. Singla Gotta Be Somebody in Something in Your Mouth sta se uvrstila v vrhove svetovnih lestvic. Kljub temu je večina kritikov album sprejela precej negativno. SomedayDatoteka:Zgled.ogg

## Diskografija
| Leto | Naslov | Uvrstitev na lestvicah | Uvrstitev na lestvicah  | Uvrstitev na lestvicah | Uvrstitev na lestvicah                                | Uvrstitev na lestvicah | Uvrstitev na lestvicah | Uvrstitev na lestvicah | Uvrstitev na lestvicah | Uvrstitev na lestvicah | Uvrstitev na lestvicah | Uvrstitev na lestvicah | Uvrstitev na lestvicah | Uvrstitev na lestvicah | Uvrstitev na lestvicah | Uvrstitev na lestvicah | Uvrstitev na lestvicah | Uvrstitev na lestvicah | Prodanih izvodov                                                                          |
| Leto | Naslov |                        | Združene države Amerike | Kanada                 | Združeno kraljestvo Velike Britanije in Severne Irske | Avstralija             | Nova Zelandija         | Nemčija                | Švica                  | Avstrija               | Nizozemska             | Italija                | Švedska                | Danska                 | Finska                 | Norveška               | Belgija                | Francija               | Prodanih izvodov                                                                          |
| ---- | --- | ---------------------- | ----------------------- | ---------------------- | ----------------------------------------------------- | ---------------------- | ---------------------- | ---------------------- | ---------------------- | ---------------------- | ---------------------- | ---------------------- | ---------------------- | ---------------------- | ---------------------- | ---------------------- | ---------------------- | ---------------------- | ----------------------------------------------------------------------------------------- |
| 1996 | Curb - Prvi studijski album - Izdan: september 1996 - Ponatis: 25. junij 2002 - Format: Vinilka, CD, glasbena kaseta | -                      | 182                     | -                      | -                                                     | -                      | -                      | -                      | 72                     | -                      | -                      | -                      | -                      | -                      | -                      | -                      | -                      | -                      | - : 0,1 mil.                                                                              |
| 2000 | The State - 2. studijski album - Izdan: 7. marec 2000 - Format: Vinilka, CD, kaseta                                  | -                      | 120                     | -                      | -                                                     | -                      | -                      | -                      | -                      | -                      | -                      | -                      | -                      | -                      | -                      | -                      | -                      | -                      | - : 0,6 mil. - : 0,5 mil.                                                                 |
| 2001 | Silver Side Up - 3. studijski album - Izdan: 11. september 2001 - Format: Vinilka, CD, kaseta                        | -                      | 2                       | 1                      | 1                                                     | 5                      | 1                      | 4                      | 4                      | 1                      | 15                     | 10                     | 2                      | 4                      | 8                      | 13                     | 2                      | 15                     | - : 10 mil. - : 5,3 mil. - : 0,9 mil. - : 0,8 mil. - : 0,2 mil. - : 0,2 mil. - : 0,1 mil. |
| 2003 | The Long Road - 4. studijski album - Izdan: 23. september 2003 - Format: Vinilka, CD, kaseta                         | 3                      | 6                       | 1                      | 5                                                     | 4                      | 3                      | 4                      | 4                      | 4                      | 11                     | 15                     | 27                     | 16                     | -                      | 38                     | 29                     | 39                     | - : 5 mil. - : 3,3 mil. - : 0,4 mil. - : 0,2 mil. - : 0,2 mil. - : 0,1 mil.               |
| 2005 | All the Right Reasons - 5. studijski album - Izdan: 4. oktober 2005 - Format: Vinilka, CD, kaseta                    | 2                      | 1                       | 1                      | 2                                                     | 2                      | 1                      | 4                      | 4                      | 7                      | 20                     | 34                     | 22                     | 32                     | 32                     | -                      | 35                     | 67                     | - : 9,5 mil. - : 6,7 mil. - : 0,7 mil. - : 0,5 mil. - : 0,3 mil. - : 0,2 mil.             |